# 胡青山
胡青山（1922年2月—2002年9月22日），汉族，河南省滑县人，前徐州市农机局副局长，中国人民解放军军人，战斗英雄。

## 生平

### 抗日战争
胡青山于1939年参加八路军，1940年5月加入中国共产党。根据胡青山的战友王玉科在回忆文章《青山依旧在》中记载：1943年在抗日战争期间，胡青山战绩突出，是山东菏泽地区的战斗模范，在鲁西南地区是战斗英雄。战斗经验颇为丰富。

### 第二次国共内战
胡青山事后编入中国人民解放军第六军第十六师四十六团一营任副营长，兰州战役时，胡青山所在的六军主攻马家军三大主阵地之一的营盘岭，胡青山率两个连突破马家军三道防线，当年就被一野授予了战斗英雄称号，个人的军事技术相当过硬，是部队中的神枪手。
1950年3月18日，胡青山率领一营二连挺进伊吾县，到达伊吾之后立即到全城制高点北山及山顶碉堡勘察，并清点了原中华民国国军留下的粮食和弹药。1950年3月29日，原伊吾县县长艾拜都拉与乌斯满、尧乐博斯联合组织700余叛军，向伊吾扑来。此时，十六师大部正在红柳峡一带追击乌斯满匪帮主力，距离伊吾百余公里。战情复杂，胡青山率领的二连与大部队失去了联系。全连官兵仅108人，城内还有很多平民，胡青山立即派一个排抢先占领北山，以碉堡为依托坚守阵地；另一个排占领南山，控制了扼守县城的两处制高点。
3月30日起，叛军从四面八方向解放军连续发起进攻。二连指战员在胡青山的指挥下战斗，至5月7日，40天里连续击退叛军7次大规模进攻、挫败数十次小规模袭扰，毙伤敌匪数百人。期间，胡青山除了指挥战斗外，还亲自担任机枪手，机枪不离身长达40天。1950年5月7日，伊吾保卫战胜利。5月9日，胡青山被六军授予“特级战斗英雄”称号。
5月19日，中国人民解放军副总司令员、第一野战军司令员彭德怀发来嘉勉电，高度赞扬胡青山和二连全体指战员——“你们这种坚强、勇敢、能够克服困难、善于战斗的精神，是不愧为人民解放军的称号”。

### 战后

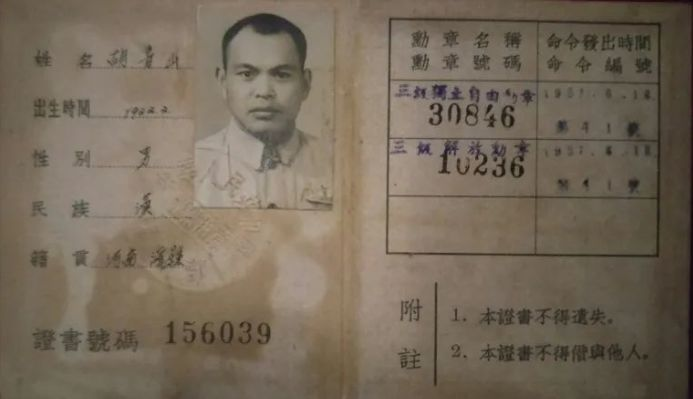
胡青山被授予勋章与荣誉的证书

解围后，第二连被西北军区暨第一野战军授予“钢铁英雄连”的光荣称号，即“钢铁二连”。第一兵团司令员王震、政委徐立清授予二连“攻如猛虎守如泰山”锦旗。第六军授予二连“英勇顽强坚定沉着战胜困难坚守据点的模范连”。二连参加伊吾保卫战共141人，牺牲42人，解围时生还102人。副营长胡青山被授予特等战斗英雄，出席了全国战斗英雄代表会议，是会上毛泽东亲自接见的八名特级战斗英雄之一。
1951年，胡青山作为一名营职干部，被特招到南京军事学院学习。毕业后，胡青山留校当了教员。1955年被授予少校军衔，1962年，胡青山主动请缨，调到西藏军区，在中印边境一线驻扎了4年。
1966年，胡青山因病退伍，转业到了徐州市担任农机局副局长。2002年9月22日，胡青山在徐州市逝世。

## 脚注
1. ↑  也有一说牺牲人数为92人